# Portunus tuberculosus
Portunus tuberculosus är en kräftdjursart som först beskrevs av Alphonse Milne-Edwards 1861.  Portunus tuberculosus ingår i släktet Portunus och familjen simkrabbor. Inga underarter finns listade i Catalogue of Life.